# Iulian Roșu
Iulian Roșu (n. 30 mai 1994, București, România) este un fotbalist român, care joacă pe post de mijlocaș la Chindia în Liga a II-a. Pe plan internațional, are prezențe la națională pentru România Sub-17 și România Sub-19.
În sezonul 2014-15 a fost transferat la Rapid București, deși și-a făcut junioratul la Steaua București. În sezonul 2015-2016 a jucat pentru Astra Giurgiu.
În 2016 joacă la echipa germană Berliner AK.

## Biografie
Este fiul preotului Daniel Roșu. A debutat pentru Steaua București pe 26 noiembrie 2011 într-un meci cu FC Brașov.

## Palmares
Steaua București
- Liga I (1): 2012-13
- Supercupa României (1): 2013

Astra Giurgiu
- Liga I (1): 2015-16